# Михајло Карађорђевић
Михајло или Михаило Карађорђевић (фр. Michel de Yougoslavie; Булоњ Бијанкур, 18. јун 1958) српски је племић. Он је члан породице Карађорђевић, син кнеза Александра Карађорђевића и кнегиње Марије Пије, фотограф и филантроп.

## Биографија
Рођен је 18. јуна 1958. године у Булоњ Бијанкуру у Париском региону у Француској, као млађи брат близанац Димитрија Карађорђевића. Њихов отац је био кнез Александар Карађорђевић, старији син југословенског намесника кнеза Павла и кнегиње Олге од Грчке и Данске, а мајка Марија Пија је кћерка последњег италијанског краља Умберта II.
Дипломирао је на приватној Европској бизнис школи Париз.
Пријатељ је кнеза Алберта II од Монака.
У Андрићграду и Београду је имао изложбе својих фотографија.
Говори италијански, француски, енглески, немачки, шпански и португалски језик.

## Титуле и признања
- 18. јун 1958: Његово краљевско височанство кнез од Србије и Југославије;
  - титулу кнеза носи према породичном правилнику краљевског дома из 1930. године.

## Одликовања
- Орден Карађорђеве звезде, Велики крст.[3]